# Gesonia nigrofusca
Gesonia nigrofusca là một loài bướm đêm trong họ Noctuidae.